# Сибуль, Ило
Ило Сибуль (эст. Ilo Sibul, 10 февраля 1908, Юрьев, Лифляндская губерния — 31 января 1979, Таллин) — эстонский и советский учёный-физиолог, биохимик и патофизиолог. Академик АН Эстонской ССР (1957). Заслуженный деятель науки Эстонской ССР (1978).

## Биография
Отец Каарел-Эдуард Сибуль (1878—1945).
Окончил Тартуский университет в 1932 году.
В 1936 году защитил докторскую диссертацию на тему «Отношение гистамина в легких». Затем он работал в Тартуском университете, с 1945 по 1947 год — в Тюбингенском университете. С 1953 года — профессор в Тартуском университете.
В 1955—1956 годах — заместитель директора Таллинского института эпидемиологии, исследований в области микробиологии и гигиены, 1957—1964 годы директор по исследованиям Института экспериментальной и клинической медицины, 1964—1966 годы — заведующий кафедрой спортивной медицины Тартуского государственного университета, с 1967 года директор Института экспериментальной биологии АН Эстонской ССР.
Действительный член АН Эстонской ССР с 1957 года и президент Эстонского биохимического общества в 1963—1979 годах.

## Научные интересы
Выделение ферментов, ферментативный катализ, иммобилизованные ферменты, структура и функции нуклеопротеидных и рибосомных комплексов.